# Duguetia sooretamae
Duguetia sooretamae är en kirimojaväxtart som beskrevs av Paulus Johannes Maria Maas. Duguetia sooretamae ingår i släktet Duguetia och familjen kirimojaväxter. Inga underarter finns listade i Catalogue of Life.